# Elyesa Bazna
Elyesa Bazna (Pristina, 28 de julio de 1904 - Múnich, 21 de diciembre de 1970) fue un famoso espía albanés de Kosovo que estuvo al servicio de los nazis, convirtiéndose en uno de los espías más famosos de la Segunda Guerra Mundial.
Nacido en Pristina, Kosovo, en una familia albanesa, cuando esa región formaba parte del Imperio otomano, Bazna se trasladó posteriormente con su familia a Ankara, donde se desempeñó como chofer de las embajadas de Yugoslavia, Estados Unidos y Gran Bretaña. Ejerciendo este último cargo, a partir de 1943, se convirtió en ayudante de cámara y hombre de confianza del embajador británico sir Hughe Knatchbull-Hugessen.
Movido por la ambición, ofreció a la embajada alemana convertirse en su informador, ya que había logrado copiar una llave del embajador Knatchbull-Hugessen que abría una caja de seguridad donde se guardaban los papeles más secretos. Así, de octubre de 1943 a abril de 1944, Cicerón —nombre en clave que le dio el embajador alemán en Ankara, Franz von Papen— entregó con regularidad rollos de película con toda clase de documentos confidenciales. Por este medio llegaron a manos de los alemanes, entre otras cosas, las actas de las conferencias de El Cairo y Teherán e importantes detalles sobre la futura invasión de Normandía (Operación Overlord). Pero las luchas internas entre el Ministerio de Relaciones Exteriores y el Servicio Secreto alemán hicieron que el Eje no pudiera sacar provecho de esta excepcional información, además de existir la sospecha de que eran informes falsos. Joachim von Ribbentrop, ministro de Relaciones Exteriores del Tercer Reich, que en un primer momento había elogiado el material proporcionado por el espía, se convirtió luego en su detractor por odio a Ernst Kaltenbrunner, jefe de los servicios secretos, el cual había logrado obtener el control de las noticias enviadas por Cicerón. Pero también Kaltenbrunner, que a su vez odiaba al embajador Von Papen, llegó a minimizar la importancia de los informes para no dar crédito a la operación organizada por su rival. Hasta el bombardeo aliado de Sofía, sucedido el 15 de enero de 1944 y que provocó cuatro mil víctimas entre la población civil, no se hizo evidente la efectiva importancia de las informaciones proporcionadas por el espía: este había fotografiado dos semanas antes un telegrama que informaba sobre el ataque. Elyesa Bazna recibió en pago por sus servicios unas 300.000 libras esterlinas, que eran en su gran mayoría falsas. Estas libras eran parte del dinero falso impreso por los alemanes en el marco de la llamada Operación Bernhard u Operación Krüger.
En abril de 1944, Cicerón huyó de Ankara al pasarse a los aliados la secretaria de su enlace en la embajada alemana, L. C. Moyzisch. Al finalizar la guerra se dedicó a los negocios, invirtiendo las libras esterlinas que le habían dado los alemanes, pero quebró al descubrirse que estas eran falsas. Entonces, el exespía se trasladó a Alemania Occidental y en 1954 pidió al canciller Adenauer una indemnización por los servicios prestados a su país durante el conflicto, cosa que no logró. Luego, con ayuda de un conocido abogado, demandó al gobierno federal pretendiendo ser resarcido por los daños causados por la «estafa urdida contra él por los servicios secretos del Tercer Reich», pero tampoco tuvo éxito. Pasó sus últimos años en la pobreza, en Múnich, trabajando como comisionista.
Varios libros y películas sobre Cicerón vieron la luz en el curso de los años, e incluso él mismo escribió una especie de autobiografía (Yo fui Cicerón), donde relata sus actividades como espía. El film más conocido sobre el tema es 5 Fingers (Operación Cicerón), protagonizado por James Mason y dirigido por Joseph L. Mankiewicz en 1952.